# Jablonové (Malacky)
Jablonové (slowakisch im 19. Jahrhundert auch „Jabloňov“; deutsch Apfelsbach, ungarisch Pozsonyalmás – bis 1907 Almás) ist eine Gemeinde im Okres Malacky innerhalb des Bratislavský kraj in der Slowakei.

## Geographie

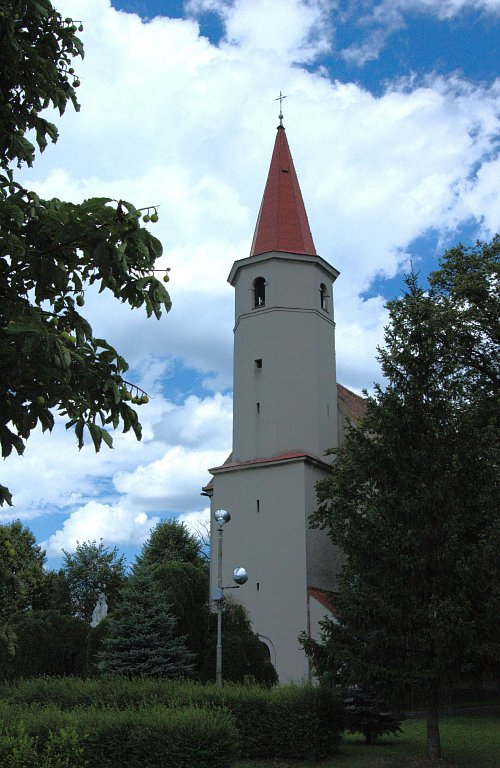
Kirche in Jablonové

Der Ort liegt in der Záhorská nížina (Záhorie-Tiefland) am Westhang der Kleinen Karpaten in der Landschaft Záhorie (deutsch Marchauen). Der Truppenübungsplatz Turecký Vrch befindet sich südöstlich der Gemeinde (Teil des Militärbezirks Záhorie). Er ist 15 Kilometer von Malacky und 30 Kilometer von Bratislava entfernt.

## Geschichte
Jablonové wurde zum ersten Mal 1206 schriftlich erwähnt und gehörte zu den Grafen von St. Georgen und Bösing, später zum Herrschaftsgut von Burg Pressburg. Seit dem 16. Jahrhundert war die Gemeinde im Besitz der Familie Serédy und schließlich Pálffy. 1683 wurde sie beim Vormarsch der osmanischen Truppen auf Wien geplündert und 1708 von kaiserlichen Truppen niedergebrannt.
Bis 1918 lag der Ort im Komitat Pressburg im Königreich Ungarn und kam danach zur neu entstandenen Tschechoslowakei.

## Bevölkerung
| Jahr                | 1994 | 2004    | 2014     | 2024     |
| ------------------- | ---- | ------- | -------- | -------- |
| Anzahl der Personen | 1027 | 1082    | 1206     | 1429     |
| Unterschied         |      | +5,35 % | +11,46 % | +18,49 % |

| Jahr                | 2023 | 2024    |
| ------------------- | ---- | ------- |
| Anzahl der Personen | 1419 | 1429    |
| Unterschied         |      | +0,70 % |